# São Miguel do Pinheiro, São Pedro de Solis e São Sebastião dos Carros
São Miguel do Pinheiro, São Pedro de Solis e São Sebastião dos Carros (llamada oficialmente União das Freguesias de São Miguel do Pinheiro, São Pedro de Solis e São Sebastião dos Carros) es una freguesia portuguesa del municipio de Mértola, distrito de Beja.

## Historia
Fue creada el 28 de enero de 2013 en aplicación de una resolución de la Asamblea de la República de Portugal promulgada el 16 de enero de 2013 con la unión de las freguesias de São Miguel do Pinheiro, São Pedro de Solis y São Sebastião dos Carros, pasando su sede a estar situada en la antigua freguesia de São Miguel do Pinheiro.

## Demografía
| Gráfica de evolución demográfica de São Miguel do Pinheiro, São Pedro de Solis e São Sebastião dos Carros entre 2011 y 2021 |
| |
| Datos según el nomenclátor publicado por el INE portugués.                                                                  |